# Platypalpus sasaphilus
Platypalpus sasaphilus är en tvåvingeart som beskrevs av Igor Shamshev 1999. Platypalpus sasaphilus ingår i släktet Platypalpus och familjen puckeldansflugor. Inga underarter finns listade i Catalogue of Life.